# Puzzelboek

In een puzzelboekje staat vaak een kruiswoordpuzzel.

Een puzzelboek bevat diagrammen die gevuld kunnen worden door de eigenaar met woorden of getallen. Er zijn puzzelboeken met kruiswoordpuzzels, Zweedse puzzels, cryptogrammen, sudokus, woordzoekers, doorlopers en vele andere soorten cijfer-, letter- en woordpuzzels. De oplossingen van de puzzels staan vaak achter in het boek. Soms kan men meedingen naar een prijs door de goede oplossing van een puzzel in te sturen.
De eerste kruiswoordpuzzel werd in 1913 door de redactie van de Amerikaanse krant New York World gemaakt. Het puzzelboekje verscheen elf jaar daarna. Het werd uitgegeven door Richard Simon en Lincoln Schuster (Simon & Schuster) in New York. Als extraatje gaven ze een potlood cadeau bij aanschaf van hun boekje. Ondanks de massale populariteit was niet iedereen fan van de kruiswoordpuzzel. In 1925 publiceerde de New York Times een vernietigende review waarin ze de puzzel als 'ordinair' bestempelden. Maar de rage verspreidde zich over de hele wereld. 
In Nederland verscheen de eerste kruiswoordpuzzel in het Algemeen Handelsblad in 1925. Het eerste puzzelboekje, de welbekende Denksport van uitgeverij Keesing, kwam in 1930 op de markt. 
Er worden door diverse uitgevers puzzelboeken gepubliceerd, die onder andere te koop zijn in boekhandels en  supermarkten. Vaak zijn puzzelboekjes voorzien van een moeilijkheidsgraad variërend van 1 tot 5.